# Cercomantispa pulla
Cercomantispa pulla är en insektsart som först beskrevs av Navás 1935.  Cercomantispa pulla ingår i släktet Cercomantispa och familjen fångsländor. Inga underarter finns listade i Catalogue of Life.